# Kapp Idrettsforening
Il Kapp Idrettsforening è una società calcistica norvegese con sede nella località di Kapp. Milita nella 5. divisjon, la sesta divisione del campionato norvegese. La squadra gioca le partite casalinghe allo Fauchaldplassen.

## Storia
Il Kapp ha partecipato alla Norgesserien 1937-1938, 1938-1939, 1939-1940 e 1947-1948, oltre all'Hovedserien 1958-1959.